# Mike Pompeo
Michael Richard Pompeo (sinh ngày 30 tháng 12 năm 1963) là một chính trị gia và doanh nhân người Mỹ. Ông là Ngoại trưởng Hoa Kỳ thứ 70 từ ngày 26 tháng 4 năm 2018 đến ngày 20 tháng 1 năm 2021 dưới thời Tổng thống Donald Trump. Trước đó ông từng là Giám đốc Cục tình báo trung ương Hoa Kỳ CIA từ ngày 23 tháng 1 năm 2017 đến ngày 26 tháng 4 năm 2018. Trước đây, ông là Hạ nghị sĩ Hạ viện Hoa Kỳ đại diện cho Khu vực quốc hội số 4 của Kansas (2011–17). Ông là thành viên của phong trào Đảng Chè trong đảng Cộng hòa Hoa Kỳ. Ông đã là một đại diện của Kansas về Ủy ban Quốc gia Cộng hòa và là thành viên của Đoàn đại biểu Quốc hội Mỹ.
Ngày 13 tháng 3 năm 2018, Tổng thống Trump thông báo ý định đề cử ông Pompeo làm Ngoại trưởng Hoa Kỳ, thay thế ông Rex Tillerson sau ngày 31 tháng 3 năm 2018.

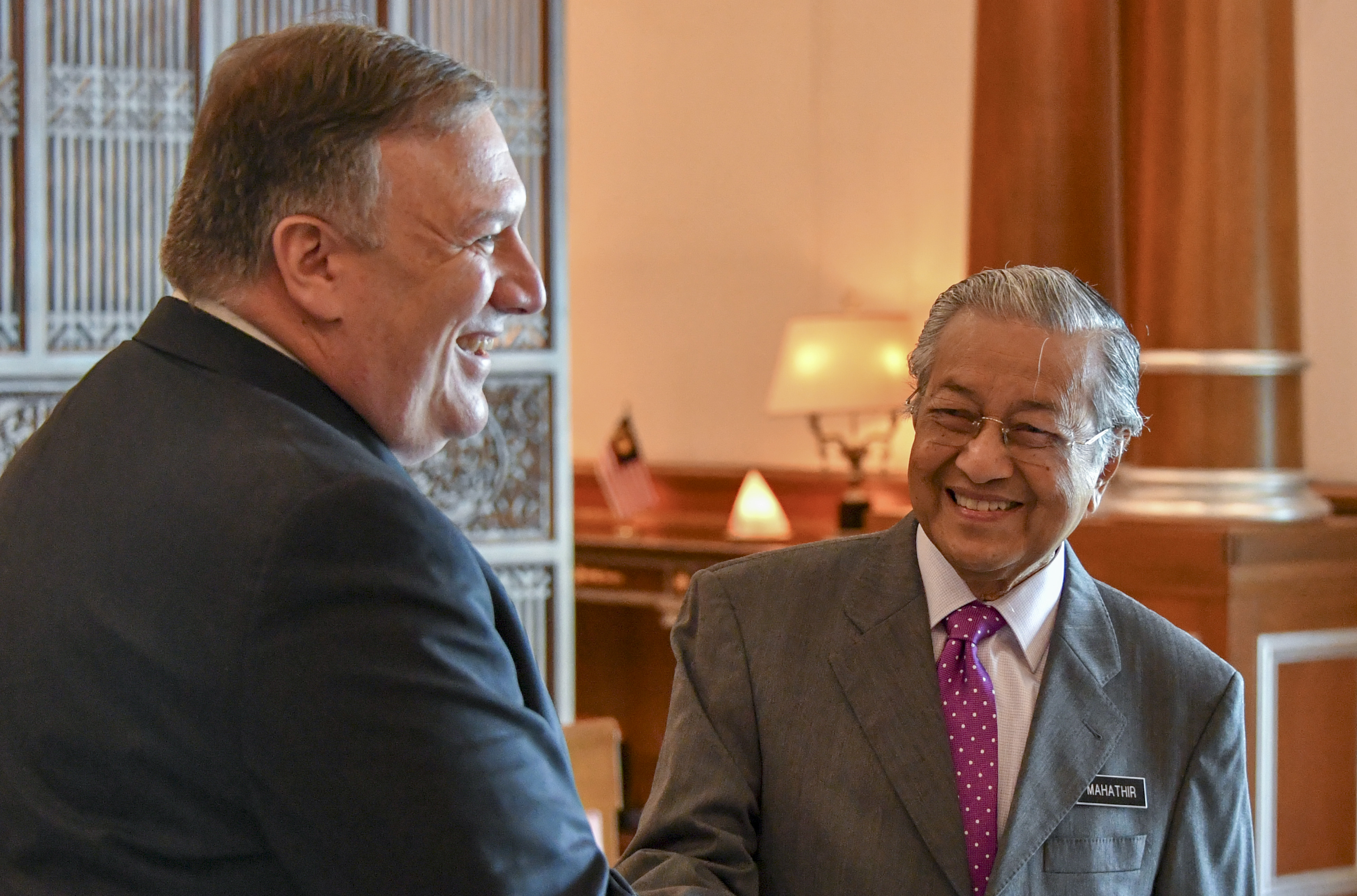
Pompeo và Thủ tướng Malaysia Mahathir Mohamad (3 tháng 8 năm 2018)

## Học vấn và sự nghiệp ban đầu
Pompeo sinh ra ở Orange, California, con trai của bà Dorothy (nhũ danh Mercer) và ông Wayne Pompeo. Ông là người gốc Ý một phần. Bà nội của ông sinh ra ở Caramanico Terme.. Năm 1982, Pompeo tốt nghiệp từ Trường trung học Los Amigos ở Fountain Valley, California, California, nơi ông chơi vị trí tiền đạo chính cho đội bóng rổ. Năm 1986, Pompeo tốt nghiệp đầu tiên trong lớp học của ông từ Học viện Quân sự Hoa Kỳ tại West Point chuyên ngành cơ khí.
Từ năm 1986 đến năm 1991, Pompeo phục vụ trong Quân đội Hoa Kỳ với vị trí quan kỵ binh thiết giáp, quân hàm đại úy. Ông đã phục vụ trong Kỵ binh Hoa Kỳ tuần tra Bức màn Sắt trước sự sụp đổ của bức tường Berlin. Ông cũng phục vụ trong Sư đoàn 2, Trung đoàn kỵ binh 7, Sư đoàn bộ binh 4 trong chiến tranh vùng Vịnh.
Năm 1994, Pompeo nhận được bằng tiến sĩ từ Trường Luật Harvard, nơi ông là thành viên ban biên tập gồm 81 thành viên của Harvard Law Review. Sau khi tốt nghiệp, ông làm luật sư cho Williams & Connolly.

## Sự nghiệp kinh doanh
Năm 1998, Pompeo chuyển đến Wichita khi ông và ba người bạn khác của trường West Point là Brian Bulatao, Ulrich Brechbuhl và Michael Stradinger đã mua lại ba công ty sản xuất máy bay tại Wichita (Aero Machine, Precision Profiling, Máy B & B) và một ở St. Louis (Advance Tool & Die ") và đổi tên thành Thayer Aerospace (được đặt tên theo người sáng lập West Sylvanus Thayer). Quỹ đầu tư mạo hiểm cho các tổ chức tư nhân đã được đầu tư 2% từ Koch Industries. cũng như Dallas đầu tư Cardinal và Bain Capital (bạn của Pompeo Brechbuhl làm việc cho Bain vào thời điểm đó)  Brechbuhl và Stradinger rời khỏi công ty ngay sau khi thành lập nhưng Pompeo và Bulatao vẫn tiếp tục cho đến năm 2006. Năm 2017 khi Pompeo trở thành giám đốc CIA, ông đã đặt tên Bulatao làm Trưởng phòng điều hành (một vị trí mà Pompeo đổi tên từ tên ban đầu của giám đốc điều hành).
Năm 2006, ông đã bán cổ phần của mình cho Thayer cho Highland Capital Management. Thông báo này cho biết khách hàng của công ty bao gồm "Lockheed Martin, Gulfstream Aerospace, Cessna Aircraft, Boeing, Spirit AeroSystems, Raytheon Aircraft và các đơn vị khác nữa." Nó được đổi tên thành Nex-Tech Aerospace.
Pompeo trở thành chủ tịch của Sentry International, một công ty thiết bị mỏ dầu, cũng là một đối tác của Koch Industries.